# Gefecht um Fort Pillow
Das Gefecht um Fort Pillow fand am 12. April 1864 während des Sezessionskriegs am Mississippi im Lauderdale County, Tennessee statt. Im Anschluss an das Gefecht verübten konföderierte Soldaten an Kriegsgefangenen der Union ein Massaker. Ein Großteil der getöteten Unionssoldaten waren Afro-Amerikaner. Kommandeur der Truppen der Konföderierten war Generalmajor Nathan Bedford Forrest. Der Militärhistoriker David J. Eicher nannte dieses Ereignis „einen der traurigsten und trostlosesten Momente der amerikanischen Militärgeschichte“.

## Hintergrund
Fort Pillow lag 64 km nördlich von Memphis, Tennessee. Die Konföderation hatte es im Frühjahr 1862 gebaut und im Juni 1862 wieder aufgegeben. Am 6. Juni 1863 besetzten die Unionstruppen Fort Pillow.
Im März 1864 führte Nathan Bedford Forrest im westlichen Tennessee und Kentucky einen Raid im Hinterland der im nördlichen Georgia kämpfenden Armeen der Union durch. Das Ziel war es, Nachschubverbindungen zwischen Paducah, Kentucky und Memphis zu unterbrechen und Kriegsgefangene zu machen. Die Besatzung von Fort Pillow bestand zur Hälfte aus afro-amerikanischen Soldaten, die Angehörige des 6. US-Heavy-Artillerie-Regiments (Colored) und des 2. US-Light-Artillerie-Regiments (Colored) waren und von Major Lionel F. Booth geführt wurden.

## Die Schlacht
Forrest traf am Fort Pillow am 12. April vormittags ein. Chalmers hatte das Fort bereits umstellt. Forrest wurde dabei fast von einem Schützen der Union getroffen. Forrest postierte Scharfschützen und begann das Fort zu beschießen. Um 15.30 Uhr hatten die Konföderierten bereits einen hohen strategischen Vorteil: Scharfschützen hatten bereits viele Verteidiger des Forts getötet, und die Soldaten Forrests hatten zwei Baracken erobert. Forrest schickte eine Kapitulationsaufforderung an die Unionssoldaten. Der Kommandant weigerte sich aufzugeben. Die Konföderierten begannen einen schweren Angriff, der letztlich die Entscheidung zu ihren Gunsten brachte. Die Kommandeure der Union Lionel F. Booth und William F. Bradford fielen in der Schlacht.

## Das Massaker
Was nach der Kapitulation zwischen 16.00 Uhr und Sonnenuntergang passierte, ist teilweise umstritten. Aus Quellen sowohl der Unionsseite als auch der Südstaatler geht hervor, dass Unionssoldaten, die sich ergeben hatten, durch Forrests Soldaten ermordet wurden. Die Unionssoldaten wurden erschossen oder mit dem Bajonett erstochen bzw. aufgeschlitzt, während die Sieger  „No quarter! No quarter!“ (dt.: „Keine Gnade! Keine Gnade!“) schrien. Das  Joint Committee On the Conduct of the War, eine Kommission der Union, die Kriegsvorfälle überprüfte, untersuchte den Vorfall umgehend und stellte fest, dass die meisten Unionssoldaten nach der Kapitulation getötet worden waren. Eine Studie aus dem Jahre 2002 von Albert Castel kam zu dem gleichen Ergebnis. Auch der Historiker Andrew Ward stellte 2005 fest, dass  Gräueltaten geschehen waren, ohne dass die konföderierten Kommandeure dies befohlen, noch dass sie dagegen eingeschritten waren. Erin L. Thompson nennt im April 2023 im Smithsonian Magazine einen Anteil von Todesopfern unter den afroamerikanischen Soldaten von um die 70 %. Heutige Historiker kommen zu dem Schluss, dass tatsächlich ein Massaker stattgefunden hat. Richard Fuchs, Autor von An Unerring Fire, kommt zu dem Ergebnis:

„The affair at Fort Pillow was simply an orgy of death, a mass lynching to satisfy the basest of conduct – intentional murder – for the vilest of reasons – racism and personal enmity.“

„Die Vorgänge in Fort Pillow waren einfach eine Orgie des Todes, ein Massenlynchen, das die niedersten Instinkte - bewusster Mord - aus den niedersten Gründen – Rassismus und persönlicher Feindseligkeit – heraus befriedigte.“

Der Historiker Andrew Ward schreibt:

“Whether the massacre was premeditated or spontaneous does not address the more fundamental question of whether a massacre took place... it certainly did, in every dictionary sense of the word.”

„Ob das Massaker geplant war oder spontan stattfand, ändert nichts an der Tatsache, dass es stattgefunden hat … es fand statt und zwar in jeder Bedeutung dieses Wortes.“

John Cimprich schrieb:

„The new paradigm in social attitudes and the fuller use of available evidence has favored a massacre interpretation....“

„Das neue Paradigma in sozialen Fragen und die volle Nutzung neuer Beweismittel kommt zu dem Ergebnis, dass ein Massaker stattgefunden hat.“

Leutnant Daniel Van Horn vom 6. US-Heavy-Artillerie-Regiment schrieb in seinem offiziellen Bericht:

„There never was a surrender of the fort, both officers and men declaring they never would surrender or ask for quarter.“

„Es gab keine Kapitulation des Forts, sowohl Offiziere als auch Soldaten erklärten, dass sie niemals kapitulieren würden und niemals um Gnade betteln würden.“

Ein weiterer Offizier des 13.Tennessee-Kavallerie-Regiments bezeugte später, dass unbewaffnete Soldaten, die kapituliert hatten, erschossen wurden. Ein Sergeant der Konföderation sprach später von den „armen Negern, die zu unseren Leuten rannten, auf die Knie fielen und um Gnade bettelten. Ihnen wurde befohlen, sich hinzustellen  und dann wurden sie erschossen.“ Forrests Männer behaupteten, dass die Unionssoldaten weiter ihre Waffen in den Händen hielten, auch als sie flohen. Sie hätten sich bei der Flucht noch umgedreht und weitergeschossen, so dass die Konföderierten in Selbstverteidigung schossen. Diese Behauptung stimmte damit überein, dass zahlreiche Waffen der Unionssoldaten in der Nähe des Flusses gefunden wurden. Die Flagge der Union wehte über dem Fort, was darauf hindeute, dass es noch nicht kapituliert hatte.
Eine Zeitung aus Jackson, Tennessee, behauptete, dass „General Forrest die Truppen anflehte, sich zu ergeben, was nicht geschah“.
Ähnliches berichteten Zeitungen der Nord- und der Südstaaten.
Der Historiker Allan Nevins schrieb:

„Northerners, however, saw only one side. They read headlines announcing ‚Attack on Fort Pillow – Indiscriminate Slaughter of the Prisoners – Shocking Scenes of Savagery‘; dispatches from Sherman’s army declaring, there is a general gritting of teeth here‘; reports from the Missouri Democrat detailing the ‚fiendishness‘ of rebel behavior; and editorials like that in the Chicago Tribune condemning the ‚murder‘ and ‚butchery‘.“

„Die Nordstaaten sahen nur die eine Seite. Sie lasen Schlagzeilen, die sagten: ‚Angriff auf Fort Pillow – Wahlloses Abschlachten der Gefangenen – Schockierende Szenen der Bestialität‘; Kriegsberichte aus Shermans Armee berichten, dass es ein wütendes Knirschen der Zähne gäbe. Berichte des Missouri Democrat schrieben über die ‚Grausamkeit‘ der Rebellen und die Chicago Tribune verdammte den Mord und das Abschlachten.“

Die New York Times berichtete am 24. April:

„The blacks and their officers were shot down, bayoneted and put to the sword in cold blood... . Out of four hundred negro soldiers only about twenty survive! At least three hundred of them were destroyed after the surrender! This is the statement of the rebel General Chalmers himself to our informant.“

„Die Schwarzen und ihre Offiziere wurden niedergeschossen, bajonettiert oder kaltblütig mit dem Schwert getötet …. Von vierhundert Negersoldaten überlebten nur 20! Mindestens 300 von ihnen wurden nach der Kapitulation vernichtet! Das ist die eigene Aussage, die der Rebellen-General Chalmers gegenüber unserem Informanten machte.“

Ulysses S. Grant, der nicht zugegen war, schrieb in seinen Memoiren:

„Forrest, however, fell back rapidly, and attacked the troops at Fort Pillow, a station for the protection of the navigation of the Mississippi River. The garrison consisted of a regiment of colored troops, infantry, and a detachment of Tennessee cavalry. These troops fought bravely, but were overpowered. I will leave Forrest in his dispatches to tell what he did with them. ‚The river was dyed,‘ he [Forrest] says, ‚with the blood of the slaughtered for two hundred yards. The approximate loss was upward of five hundred killed, but few of the officers escaping. My loss was about twenty killed. It is hoped that these facts will demonstrate to the Northern people that negro soldiers cannot cope with Southerners.‘ Subsequently, Forrest made a report in which he left out the part which shocks humanity to read.“

„Forrest fiel schnell zurück und griff die Truppe bei Fort Pillow an, einem Fort, das die Schifffahrt auf dem Mississippi schützte. Die Besatzung bestand aus einem Regiment  farbiger Soldaten, Infanterie und einer Abteilung der Tennessee-Kavallerie. Die Soldaten kämpften tapfer, wurden aber nieder gerungen. Ich überlasse es Forrest, in seinen Berichten zu schreiben, was er mit ihnen getan hat. Forrest sagte: ‚Der Fluss war vom Blut der Soldaten auf einer Länge von 200 yards verfärbt. Ungefähr 500 waren getötet worden. Ich hoffe diese Fakten werden den Nordstaatlern demonstrieren, dass Negersoldaten nicht mit Südstaatensoldaten mithalten können.‘ Weiterhin ließ Forrest einen Bericht anfertigen, wo er die Stellen, die die Menschheit schockiert hätten, ausließ.“

## Die Folgen
Die Zahlen hinsichtlich der Verluste schwankten
Einigkeit besteht aber daran, dass die Hautfarbe Auslöser für die Morde war. Aber auch weiße Soldaten, die sich ergeben hatten, wurden ermordet.  Major Bradford z. B. wurde nach seiner Kapitulation erschossen.
Die Konföderierten zogen am selben Abend aus Fort Pillow ab.
Am 17. April 1864 ordnete Grant an, dass General Benjamin Butler, der sich in Verhandlungen mit den Konföderierten über den Gefangenenaustausch befand, fordern sollte, dass schwarze Kriegsgefangene genauso wie weiße behandelt werden sollten"
Dies Forderung wurde abgelehnt, und der Kriegsminister der Konföderation beschrieb im Juni 1864 die Position seiner Regierung:

„I doubt, however, whether the exchange of negroes at all for our soldiers would be tolerated. As to the white officers serving with negro troops, we ought never to be inconvenienced with such prisoners.“

„Ich bezweifle, dass der Austausch von Negern für unsere Soldaten überhaupt toleriert werden würde. Was die weißen (gegnerischen) Offiziere betrifft, die zusammen mit Negersoldaten dienen, sollten wir niemals mit solchen Gefangenen belästigt werden.“

Die Union betrieb bereits vor dem Massaker eine Politik der Vergeltung. Am 30. Juli  1863 unterschrieb Präsident Abraham Lincoln folgenden Befehl:

„It is therefore ordered that for every soldier of the United States killed in violation of the laws of war, a rebel soldier shall be executed; and for every one enslaved by the enemy or sold into slavery a rebel soldier shall be placed at hard labor on the public works, and continued at such labor until the other shall be released and receive the treatment due to a prisoner of war.“

„Daher ist es befohlen, dass für jeden Soldaten der Vereinigten Staaten, der unter Verletzung der allgemeinen Kriegsregeln getötet wurde, ein Soldat der Rebellen exekutiert werden soll; und für jeden, der durch den Feind versklavt wurde oder in die Sklaverei verkauft wurde, soll ein Rebellensoldat harte körperliche Arbeit im öffentlichen Interesse leisten, bis die entsprechenden Soldaten freigelassen oder entsprechend den Regeln für Kriegsgefangene behandelt werden.“

Im Senat der USA erwähnte Henry Wilson das Massaker, als er sich für gleiche Löhne für afro-amerikanische und weiße Soldaten einsetzte.
Eine Zeitung aus Vermont stellte Wilsons Position dar:

„Henry Wilson of Massachusetts, in a speech in the U. S. Senate on Friday, said he thought our treatment of the negro soldiers almost as bad as that of the rebels at Fort Pillow.  This is hardly an exagerration.“

„Henry Wilson aus Massachusetts sagte in einer Rede vor dem Senat am Freitag, dass er glaubte, dass unsere Behandlung der Negersoldaten fast so schlimm war wie deren Behandlung durch die Rebellen in Fort Pillow. Das ist kaum eine Übertreibung.“

Fort Pillow wurde 1974 zu einem  U.S. National Historic Landmark  erklärt.

## In der Kultur
- 1997 erschien der US-amerikanische Film  Last Stand at Saber River (basierend auf dem Roman von  Elmore Leonard). Hier spielt  Tom Selleck einen Soldaten der Konföderation, der Zeuge des  Fort Pillow Massakers wurde und darüber berichtet.
- 1999 drehte  Stan Armstrong den Dokumentarfilm The Forgotten Battle of Fort Pillow.
- Eine alternative Version des Fort Pillow Massakers wurde in dem satirischen Dokumentarfilm 2004 C.S.A.: The Confederate States of America gezeigt.
- Auch in der 2016 erschienenen Neuauflage der Miniserie Roots wird in Folge 4 das Massaker thematisiert.
- 2006 wurde der Roman Fort Pillow von  Harry Turtledove  veröffentlicht.
- Der Autor Frank Yerby beschrieb das Massaker 1946 in seinem Roman The Foxes of Harrow (Verfilmung 1947)